# Gabinete Broglie I
O Gabinete Broglie I foi o ministério formado por Albert de Broglie em 25 de maio de 1873 e dissolvido em 24 de novembro do mesmo ano. Foi o 3º gabinete da Terceira República Francesa, sendo antecedido pelo Gabinete Dufaure II e sucedido pelo Gabinete Broglie II.

## Contexto
Após a queda de Adolphe Thiers e a eleição de Patrice de Mac-Mahon para a Presidência da República da França, este último confiou a Albert de Broglie a formação de um governo de “ordem moral”, de inspiração religiosa e antiliberal, buscando também a restauração da monarquia francesa e a adoção de uma política antirrepublicana. Broglie expurgou a alta administração do Estado, o corpo diplomático e a comunidade acadêmica, demitiu cerca de vinte prefeitos republicanos e removeu todo e qualquer símbolo republicano das prefeituras, tais como bustos e imagens de Marianne. Além disso, o governo passou a atacar a imprensa republicana, se utilizando de leis do Segundo Império Francês e lançando mão do estado de sítio. A comemoração do dia 14 de Julho também foi proibida.
Albert de Broglie foi reconduzido ao cargo após uma breve reformulação em seu gabinete entre 24 e 26 de novembro de 1873.

## Composição

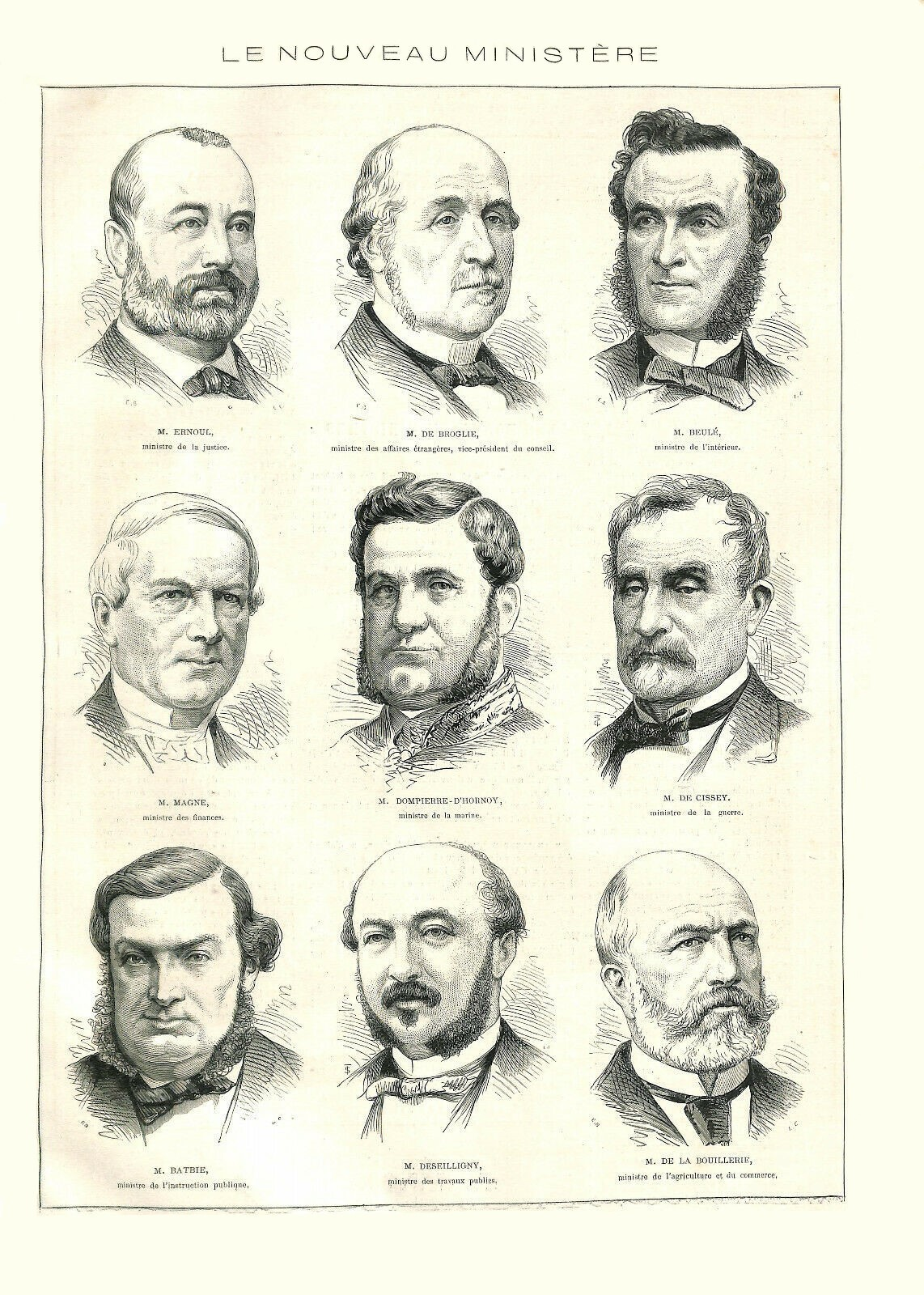
O 1º Gabinete Broglie em ilustração de 1873.

- Presidente da República: Patrice de Mac-Mahon
- Vice-presidente do Conselho de Ministros: Albert de Broglie
- Ministro dos Estrangeiros: Albert de Broglie
- Ministro da Justiça: Jean Ernoul
- Ministro do Interior: Charles Beulé
- Ministro da Guerra: Ernest Courtot de Cissey; François Charles du Barail
- Ministro das Finanças: Pierre Magne
- Ministro da Marinha e das Colônias: Charles de Dompierre d'Hornoy
- Ministro da Instrução Pública, Belas Artes e Cultos: Anselme Batbie
- Ministro das Obras Públicas: Alfred Deseilligny
- Ministro da Agricultura e do Comércio: Marie de La Bouillerie

## Realizações
- Construção de uma igreja em Paris, na colina de Montmartre;[3]
- Aumento das contribuições diretas e dos impostos de selo e registro para auxiliar no pagamento de empréstimos e reparações de guerra;[4]
- Continuação dos programas de modernização do Exército Francês, com a criação de 19 corpos de exército permanentes e a reorganização das condições de mobilização;
- Aprovação da permanência de Mac-Mahon à frente do Poder Executivo por 7 anos (até que se pudesse viabilizar uma restauração monárquica).[5]